# Boulevard Haussmann
Boulevard Haussmann (Haussmannův bulvár) je ulice (bulvár) v Paříži. Nachází se v 8. obvodu a 9. obvodu. Patří k nejvýstavnějším pařížským bulvárům, které vznikly v 19. století při přestavbě Paříže během Druhého císařství a je pojmenován po pařížském prefektovi Haussmannovi, který tuto operaci řídil. Nacházejí se zde sídla velkých bank jako Société Générale, Crédit du Nord, Royal Bank of Scotland, Swiss Life i obchodní domy Galeries Lafayette nebo Printemps.

## Poloha
Bulvár vede od křižovatky s ulicemi Rue Drouot, Boulevard des Italiens a Boulevard Montmartre
a končí u křižovatky s Rue du Faubourg-Saint-Honoré a Avenue de Friedland. Ulice je orientována z východu na západ. Směrem na východ pokračuje Boulevard Montmartre a na západě na bulvár navazuje Avenue de Friedland.

## Historie
V rámci přestavby města za Druhého císařství nařídil prefekt Haussmann vytvořit spojovací osu mezi velkými bulváry a bývalými hradbami. Z tohoto důvodu musely být zbořeny domy na rohu ulice Rue du Faubourg-Saint-Honoré. Bulvár byl nicméně definitivně dokončen až po osmdesáti letech dlouho po jeho smrti v roce 1926, kdy byl připojen na Boulevard des Italiens a zanikla Passage de l'Opéra. Bulvár byl stavěn postupně po částech:
- úsek mezi Rue de Miromesnil a Rue du Faubourg-Saint-Honoré 1857
- úsek mezi Rue du Havre a Rue de Miromesnil 1862 (tyto dvě části byly původně součástí Boulevardu Beaujon)
- úsek mezi Rue de la Chaussée-d'Antin a Rue du Havre 1865
- úsek mezi Rue Taitbout a Place Adrien-Oudin až k Rue La Fayette a Rue de la Chaussée-d'Antin 1868
- úsek mezi Rue Laffitte až k Rue Taitbout a Place Adrien-Oudin 1926
- úsek mezi Rue Drouot a Boulevard des Italiens až k Rue Laffitte 1926

## Významné stavby

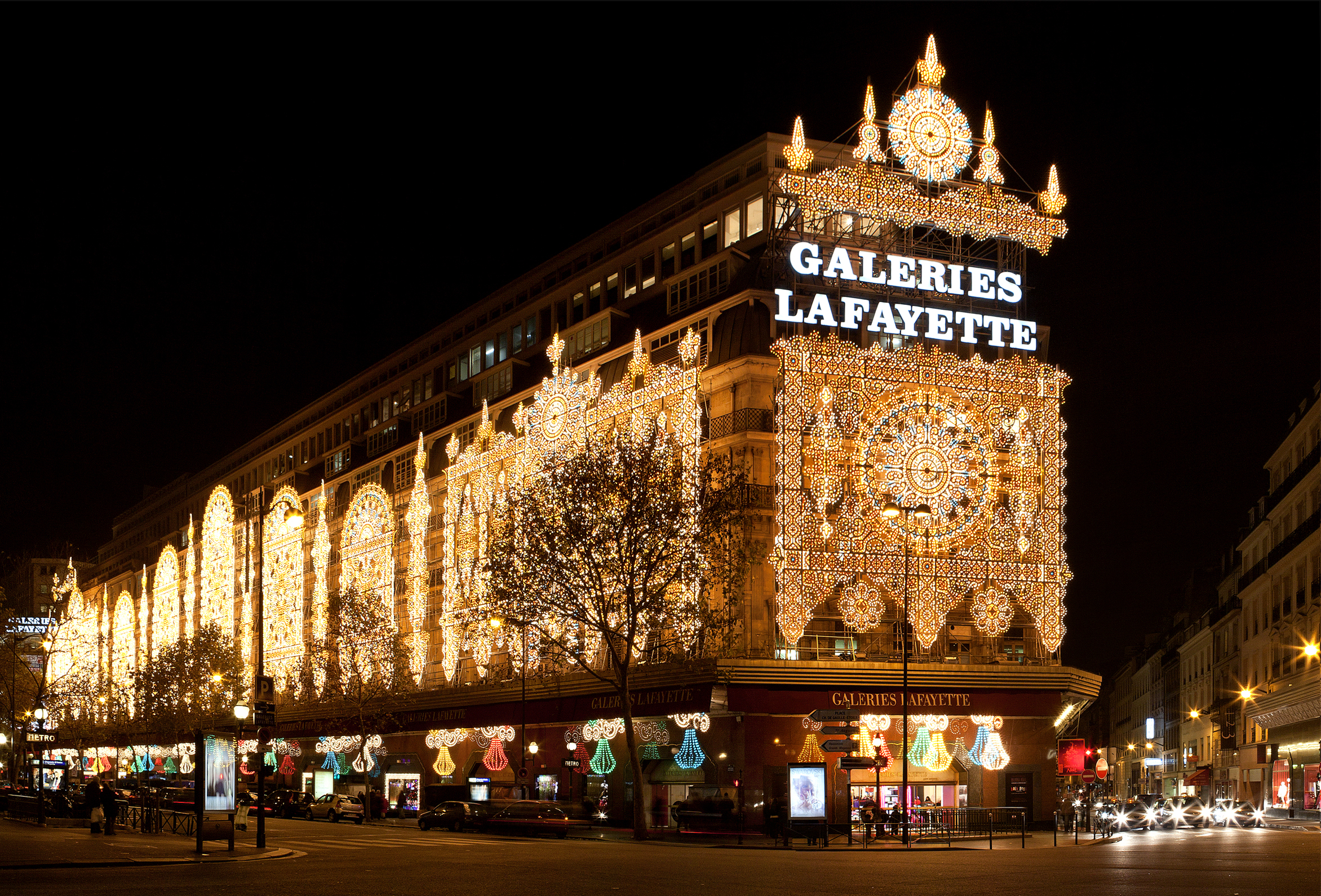
Vánoční výzdoba na bulváru

- Dům č. 14: sídlo francouzského deníku Le Figaro.
- Dům č. 67: Sídlo generální ředitelství Společnosti pro výrobu dynamitu, kterou založili Paul Beard a Alfred Nobel v roce 1875.
- Dům č. 82: žil zde francouzský spisovatel a fotograf Maxime Du Camp (1822–1894)
- Dům č. 102: 27. prosince 1906 se do velkého bytu se šesti pokoji ve 2. patře přestěhoval po smrti svých rodičů spisovatel Marcel Proust (1871–1922). Bydlel zde do roku 1919 a napsal zde značnou část svého románu Hledání ztraceného času. Budovu vlastnil jeho prastrýc Louis Weil. Po jeho smrti 10. května 1896 zdědila polovinu Proustova matka a druhou polovina Weilův bratr, právník Denis-Georges Weil. Po smrti paní Proustové přešla její polovina na její syny Marcela a Roberta, druhá polovina domu přešla posléze na vdovu Denise Georgese Weila Amélii rozenou Oulmanovou a jejich dceru Adèle. Marcel Proust si byt pronajal od Amélie Oulmanové. Byt měl pro Prousta mnoho nepříjemností: především pyl z kaštanů pod okny, který mu působil astmatické záchvaty, hluk z bulváru a blízkého nádraží Saint-Lazare. K ochraně proti hluku nechal v září 1910 přibít na zdi svého pokoje tlusté korkové desky. Proust de svého pokoje přenesl nábytek z ložnice své matky. V lednu 1919 Amélie Weilová dům prodala bance, která vystěhovala všechny nájemníky a zřídila zde kanceláře. Proustův pokoj byl přenesen do Musée Carnavalet, kde je součástí expozice.
- Dům č. 107: autorem basreliéfů na fasádě z roku 1864 je francouzský sochař Aimé Millet (1819–1891).
- Dům č. 134: Geneviève Halévy (1849–1926) zde měla společenský salón, který každou neděli navštěvovaly osobnosti té doby jako umělci Ludovic Halévy, Henri Meilhac, Edgar Degas, Jean-Louis Forain, Paul Bourget, Jules Lemaître, Paul Hervieu, Georges de Porto-Riche, Antoine de Ganderax, Robert de Montesquiou, ale také politici jako Léon Blum, herci Lucien Guitry, Réjane nebo Emma Calvé. Marcel Proust se zde seznámil s burzovním makléřem Charlesem Haasem, který se stal předlohou postavy Charlese Swanna v jeho románu Svět Swannových. Geneviève Straus pak byla vzorem pro postavu Oriany de Guermantes.
- Dům č. 136: sídlo fiktivní společnosti SPECTRE v sérii o Jamesu Bondovi.
- Dům č. 158: Musée Jacquemart-André.